# 名倉惣助
名倉 惣助（なぐら そうすけ、生年不詳 - 弘治4年2月5日（1558年2月23日））は、戦国時代の武将。
名倉総助とも。諱は不詳。

## 略歴
能見松平家松平重吉の家臣で重吉の次男松平般若助に仕えた 。弘治4年（1558年）2月5日、寺部城の戦いにおいて般若助と共に奮戦するも討死した  。